# Maja Strozzi-Pečić
Maja Strozzi-Pečić (Zagreb, 19. prosinca 1882. – Rijeka, 26. veljače 1962.), hrvatska operna pjevačica. Sestra je Tita Strozzija i kći Marije Ružička-Strozzi. Majka je Borisa Papandopula.

## Životopis
Rođena je u Zagrebu 19. prosinca 1882., školovala se u Zagrebu kod Karoline Norweg-Freundreich i na Bečkom konzervatoriju, a debitirala je 1901. u operi u Wiesbadenu kao Kerlina (Auber, Fra Diavolo). Godine 1903. postaje članica opere u Grazu, a 1910. prvakinja Zagrebačke opere, u kojoj je oduševila debijem u ulozi Rosine u Rossinijevoj operi Seviljski brijač i dugo nakon toga svojim muzikalnim i duboko proživljenim interpretacijama glavni je nosilac sopranskog repertoara. Bila je cijenjena kao operna pjevačica u europskim razmjerima. Godine 1917. u Švicarskoj svojim glasom opčinjava Igora Stravinskog, a nedugo zatim i Thomasa Manna. Nedostižna je bila u ulozi Violette u Verdijevoj Traviati, koju je otpjevala čak i za svoj sedamdeseti rođendan u koncertnoj dvorani Istra 1952. (kada je s Nonijem Žuncem otpjevala i Puccinijevu Mimi). Osim opernih nastupa, vrsno je interpretirala i solo-pjesme, koje je izvodila u Hrvatskoj i na brojnim turnejama u inozemstvu, promovirajući pritom i hrvatske skladatelje. Umrla je u Rijeci 26. veljače 1962.